# Островського (хутір)
Островського — хутір в Аксайському районі Ростовської області у складі Істомінського сільського поселення.
Населення — 1175 осіб (2010 рік).

## Географія
Хутір Островського лежить над лівою притокою Койсюга — Сухим Батаєм, за 20 км на південь від міста Аксай.
Поряд з хутором проходить кордон з Кагальницьким районом області.

### Вулиці
| - вул. Гагаріна, - вул. Кірова, - вул. Кінцева, - вул. Селянська, - вул. Молодіжна, - вул. Нова, - вул. Новобудов, | - вул. Листопадова, - вул. Політехнічна, - вул. Сєдова, - вул. Радянська, - вул. Степова, - вул. Південна, | - пров. Абрикосовий, - пров. Пушкіна, - пров. Північний. |

## Пам'ятки
- Церква Серафима Саровського.[2]